# Brachycorythis pilosa
Brachycorythis pilosa är en orkidéart som beskrevs av Victor Samuel Summerhayes. Brachycorythis pilosa ingår i släktet Brachycorythis och familjen orkidéer. Inga underarter finns listade i Catalogue of Life.